# Puente de los Peregrinos (Saint-Chély-d'Aubrac)
El puente de los Peregrinos (en francés: Pont des Pèlerins) es un puente medieval edificado sobre el río Boralde de Saint-Chély-d'Aubrac, situado en la comuna francesa de Saint-Chely-d'Aubrac en la región de Occitania.
El puente está situado en la via Podiensis, una de las vías en Francia de la ruta de peregrinación a Santiago de Compostela. Desde 1998, es uno de los bienes individuales incluidos en «Caminos de Santiago de Compostela en Francia», inscrito en el Patrimonio de la Humanidad de la Unesco (n.º ref. 868-042).  También está inscrito como monumento histórico de Francia desde el 10 de agosto de 2005.
Tiene dos arcos y en el parapeto se encuentra una cruz de término, en la base hay un bajo relieve representando un peregrino vestido con su capa y bastón.